# John Neilson Gladstone
Pour les articles homonymes, voir Gladstone.
John Neilson Gladstone, (18 janvier 1807 - 7 février 1863) est un homme politique du Parti conservateur britannique et un officier de la Royal Navy. Il est le frère du Premier ministre britannique William Ewart Gladstone, et sert comme député entre 1841 et 1863.

## Jeunesse
Il est le quatrième enfant de John Gladstone (1er baronnet), un homme d'affaires né en Écosse qui s'est installé à Liverpool et fait fortune initialement grâce au commerce du maïs avec les États-Unis et du coton avec le Brésil, puis dans les plantations de canne à sucre en Jamaïque. Sa mère Anne MacKenzie née Robertson, est de Dingwall. Son frère cadet est le Premier ministre britannique William Ewart Gladstone, et son frère aîné Thomas Gladstone est également député.
Il fréquente le Collège d'Eton puis Christ Church, Oxford.

## Carrière navale
Gladstone fréquente la Royal Naval Academy de Portsmouth à partir de 1820. Il passe huit ans en mer, mais par la suite, il est promu capitaine. William décide d'entreprendre une tournée des villes européennes en 1832 avec son frère, qui est temporairement sans navire. Ils passent 179 jours ensemble à sillonner l'Europe, voyageant en chaise de poste. En quittant Londres le 1er février 1832, ils traversent la Manche en Bretagne. Le 1er mars, ils arrivent à Turin, où ils restent une semaine, avant de se rendre à Gênes. Ils sont à Rome en avril pendant un mois entier, 25 jours à Naples et 10 jours à Rome avant de retourner chez eux le 5 juin. Via Ravenne et Bologne, ils visitent Venise; puis sur les lacs de Garde et de Côme, faisant une pause de quatre jours à Milan, avant de traverser les Alpes jusqu'à Genève. De Bâle, ils prennent un bateau sur le Rhin et par voie terrestre pour Bruxelles et Ostende. Ils reviennent à Londres le 28 juillet 1832.
En 1839, il épouse Elizabeth Honoria, fille de William Bateson. Ils achètent Bowden Park, près de Chippenham dans le Wiltshire où il choisit de s'installer.

## Carrière politique
Ne pouvant plus prendre la mer avec la Royal Navy, il se présente comme conservateur et remporte le siège de Walsall lors d'une élection partielle le 4 février 1841 mais une pétition est lancée contre lui pour corruption électorale. Son adversaire Anti-Corn Law l'accuse d'utiliser l'argent de l'esclavage pour payer les dépenses électorales. L'accusation de JB Smith est catégoriquement rejetée, à la fois que sa famille a eu quelque chose à voir avec une plantation d'esclavage dans les Antilles, jusqu'à après son abolition, et que les rumeurs d'indemnisation étaient beaucoup exagérées.
Il remporte une autre élection partielle, cette fois à Ipswich en 1842 et y reste jusqu'en 1847. Au cours de cette législature, le «capitaine Gladstone» se prononce contre l'abrogation des Corn Laws, faisant valoir que l'agriculture souffrirait de la suppression des tarifs de protection. Les petits agriculteurs seraient mis en faillite, sans gain proportionnel aux fabricants en plein essor. Il exprime son grand regret d'avoir été contraint de s'opposer au Premier ministre, Robert Peel.
Le 13 avril 1847, il soutient la recommandation de l'Amirauté pour le sauvetage de l'épave du Thetis.
Il est député de Devizes à partir de 1852, perd son siège en 1857, mais est réélu en 1859.

## Mort
Ses frères sont tous présents à Bowden Park à son lit de mort. William arrive au début de février 1863, trois jours avant la mort de son frère, et y prend grand soin pendant une période de dix jours, qu'il rapporte plus tard en détail dans ses journaux. John Neilson laisse sept filles et un fils, rendant William entièrement responsable des arrangements funéraires. L'argent que William a acquis dans le testament de son frère est allé compléter le budget de sa campagne de Midlothian (en). Un bref n'a été proposé que cinq jours plus tard aux Communes pour un nouveau membre.